# Ti aspetterò all'inferno
Ti aspetterò all'inferno è un film del 1960 diretto da Pietro Regnoli.

## Trama
Un trio di balordi, dopo aver svaligiato un'importante gioielleria, smista la refurtiva a diversi ricettatori. L'acquirente più ricco, però, può essere raggiunto solo attraversando una palude. Ciò al fine di evitare i controlli che la polizia sta effettuando sul territorio. Durante il tragitto, a seguito di un diverbio, uno dei tre criminali cade nelle sabbie mobili della palude. Poco dopo, i due sopravvissuti, cominciano a percepire lo spirito del defunto.